# Limnochromis auritus
The spangled cichlid (Limnochromis auritus) là một loài cá thuộc họ Cichlidae. Nó được tìm thấy ở Burundi, Cộng hòa Dân chủ Congo, Tanzania, và Zambia. Các môi trường sống tự nhiên của chúng là the deep waters của hồ Tanganyika.